# (8338) Ralhan
(8338) Ralhan – planetoida z pasa głównego asteroid okrążająca Słońce w ciągu 3 lat i 142 dni w średniej odległości 2,26 au. Została odkryta 27 marca 1985 roku w Obserwatorium Brorfelde przez zespół Copenhagen Observatory. Nazwa planetoidy pochodzi od Philipa Ralhana Bidstrupa (ur. 1979), duńskiego fizyka, który uzyskał doktorat na Uniwersytecie Kopenhaskim w 2008 roku w oparciu o studium wykrywania i obserwacji małych ciał przez statek kosmiczny w głębokiej przestrzeni kosmicznej. Nazwa została zasugerowana przez A.C. Andersena. Przed nadaniem nazwy planetoida nosiła oznaczenie tymczasowe (8338) 1985 FE3.